# Hippocampus fisheri
Hippocampus fisheri es una especie de pez de la familia Syngnathidae en el orden de los Syngnathiformes.

## Morfología
Los machos  pueden llegar alcanzar los 8 cm de longitud total.

## Distribución geográfica
Se encuentra en las Hawái.